# Bactromyia adicalis
Bactromyia adicalis är en tvåvingeart som beskrevs av Louis-Paul Mesnil 1953. Bactromyia adicalis ingår i släktet Bactromyia och familjen parasitflugor. Inga underarter finns listade i Catalogue of Life.